# Alex Feder
Alex Feder, znany również jako Leonard Friend oraz Still A Great Night (ur. 20 listopada 1983) – amerykański muzyk, gitarzysta, autor tekstów, kompozytor i producent, pochodzący z Potomac. Rozpoczął swoją karierę w muzyce na początku lat 2000. Jako założyciel zespołu The XYZ Affair pełnił rolę wokalisty, gitarzysty i autora tekstów. Po rozwiązaniu zespołu, Feder rozpoczął solową karierę, tworząc projekt Leonard Friend, który łączył electropop z elementami R&B i hip-hopu. Muzyk współpracował również z wieloma artystami, w tym z Enrique Iglesiasem, Miley Cyrus i LP. W trakcie pandemii COVID-19, Feder rozwinął kolejny solowy projekt pod nazwą Still a Great Night. Feder współpracował z grupą Linkin Park, biorąc udział w ich trasie koncertowej From Zero World Tour, która rozpoczęła się w 2024 roku.

## Kariera

### XYZ Affair
Muzyk, w trakcie pierwszego roku studiów, założył w Brooklynie zespół The XYZ Affair, w którym pełnił rolę wokalisty, gitarzysty i autora tekstów. Nazwa zespołu nawiązywała do historycznego sporu dyplomatycznego między Francją a USA z 1797 roku. Grupa wykonywała głównie muzykę rock i pop oraz koncertowała w latach 2002–2009.
Największą rozpoznawalność zespół zyskał dzięki utworowi „All My Friends”, wydanemu w 2007 roku, do którego nagrano teledysk w klimatach „szalonej domówki”, w którym wystąpili byli aktorzy Nickelodeon, m.in. Marc Summers i Danny Cooksey. W teledysku użyto także motywu zielonego slime’u, znanego z tej stacji, co zostało przez Federa nazwane „najlepszym posunięciem marketingowym w historii zespołu”. Już w dniu premiery teledysk przyciągnął uwagę branży muzycznej, przez co z zespołem skontaktowało się kilka wydawnictw muzycznych, w tym Columbia Records.
Po sukcesie „All My Friends” zespół kontynuował tworzenie muzyki, łącząc tradycyjny pop ze zwrotami harmonicznymi i inteligentnymi tekstami. Feder, jako kompozytor utworów, coraz bardziej interesował się hip-hopem, szczególnie twórczością Kanye Westa, oraz popem lat 80 XX wieku. W 2009 roku zespół wydał nowe utwory, m.in. „No One That You Love Will Ever Die”, wyprodukowany przez Bena Allena, współpracownika Animal Collective. Feder określił swoją muzykę mianem „lżejszej”, uznając, że w przeciwieństwie do innych muzyków, jego życie w okresie młodzieńczym było dosyć łatwe, co miało wpływ na kształt jego twórczości.
Mimo pozytywnego odbioru i stałej obecności na nowojorskiej scenie muzycznej, The XYZ Affair nie zdołało przebić się do głównego nurtu. Ostatecznie zespół rozpadł się w 2009 roku.

### Kariera solowa
Po rozpadzie zespołu muzyk rozpoczął solową karierę i nowy projekt pod nazwą Leonard Friend, co nawiązywało do imienia jego zmarłego dziadka. Pierwsza EP-ka, Lynyrd Frynd, została stworzona w gatunku electropopu i czerpała inspiracje z takich artystów jak LCD Soundsystem, Justin Timberlake i Michael Jackson. W swojej solowej twórczości odszedł od klasycznych rockowych dogmatów na rzecz większej sceniczności, czerpiąc z R&B, hip-hopu i soulu. Jego pierwszym utworem wydanym pod tym pseudonimem było „Serious Music”. Początkowo Feder szukał producenta, z myślą, że będzie tworzyć utwory na gitarze, a następnie ktoś inny będzie dodawał do nich beat. Z tego pomysłu zrezygnował i przez następne lata samodzielnie uczył się aranżacji i produkcji utworów. Jego solowa kariera zyskała rozgłos dzięki remiksowi utworu „Suit & Tie” Justina Timberlake’a.
Artysta przeprowadził się następnie do Los Angeles, gdzie został gitarzystą sesyjnym. Z tego powodu brał udział w przesłuchaniach, co doprowadziło do dołączenia do Enrique Iglesiasa jako gitarzysta w jego zespole koncertowym, z którym przez siedem lat koncertował po całym świecie. Równolegle rozwijał swoją solową karierę muzyczną, tworząc nadal projekt Leonard Friend, w ramach którego nagrał swój pierwszy własny teledysk. Muzyk współpracował także okazjonalnie z innymi artystami, w tym z Miley Cyrus oraz LP.
W 2017 roku zrezygnował z pracy u Iglesiasa. Jego karierę przystopowała pandemia COVID-19, przez co muzyk, mając więcej wolnego czasu, rozwinął swój kolejny solowy projekt pod pseudonimem Still a Great Night, w ramach którego regularnie wydawał nowe utwory, w tym nietypowe świąteczne, takie jak „Still a Great Future”, w kolaboracji z LP.

### Współpraca z Linkin Park

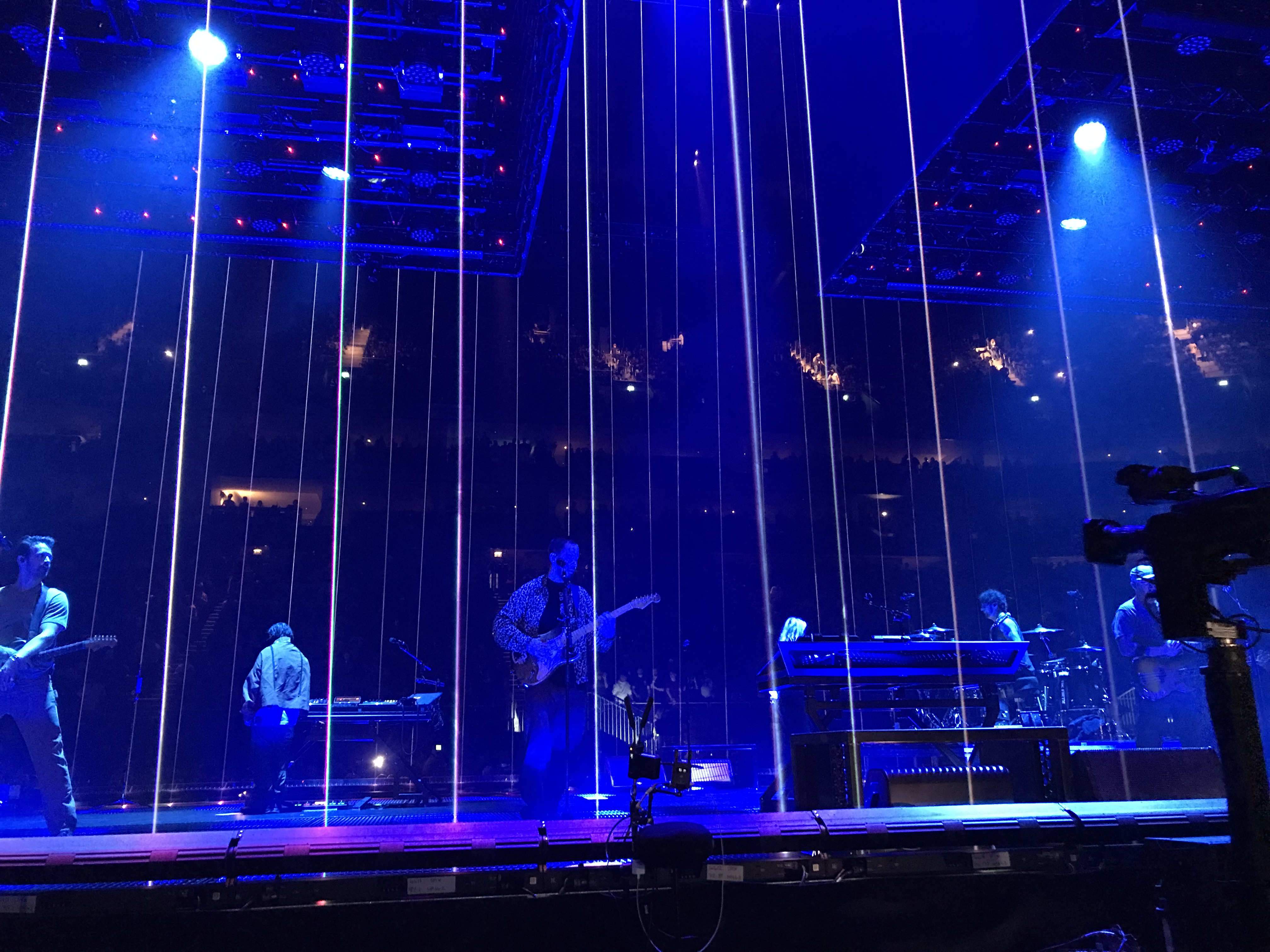
Koncert Linkin Park w O2 Arena, Londynie, 24 września 2024 roku

5 września 2024 roku muzyk wystąpił z grupą Linkin Park podczas koncertu ogłaszającego ich powrót na scenę muzyczną po siedmioletniej nieobecności, który odbył się w Burbank w studiach należących do Warner Bros. Koncert został transmitowany na żywo w sieci. Feder zastąpił Brada Delsona podczas koncertów w ramach From Zero World Tour, gdyż Delson nie mógł brać udziału w trasie z powodu problemów zdrowotnych związanych ze zdrowiem psychicznym. Jako część tej trasy, obejmującej koncerty na całym świecie, Feder wziął udział w szeregu występów z zespołem.

## Życie prywatne
Alex Feder urodził się 20 listopada 1983 roku. Dorastał w Potomac w stanie Maryland, gdzie uczęszczał do małego, żydowskiego liceum Charles E. Smith Jewish Day School, angażując się aktywnie w szkolne zespoły muzyczne. Już w wieku 13 lat posiadał zespół coverowy. W trakcie nauki w szkole średniej grał na perkusji i gitarze. Po ukończeniu szkoły średniej studiował grę na gitarze na New York University. Po studiach przeniósł się do Los Angeles z dziewczyną. W 2017 roku przeszedł trudne rozstanie z partnerką.

## Dyskografia
| Zespół              | Data                 | Tytuł                                                | Źródło |
| ------------------- | -------------------- | ---------------------------------------------------- | ------ |
| Still A Great Night | 13 października 2017 | „Still A Great Night”                                | [ 10 ] |
| Still A Great Night | 5 grudnia 2017       | „Merry Christmas, Melania (Still A Great Christmas)” | [ 11 ] |
| Still A Great Night | 22 listopada 2019    | Still A Great Future (Merry Christmas 2019) feat. LP | [ 12 ] |
| Still A Great Night | 27 kwietnia 2020     | „Love U the Maximum”                                 | [ 13 ] |
| Still A Great Night | 27 maja 2020         | „The Stray Cats of Athens”                           | [ 14 ] |
| Still A Great Night | 8 czerwca 2020       | „My Time”                                            | [ 15 ] |
| Still A Great Night | 21 lipca 2020        | „Some Tragic Fate”                                   | [ 16 ] |
| Still A Great Night | 4 września 2020      | „I’m A Genius”                                       | [ 17 ] |
| Still A Great Night | 21 stycznia 2022     | „Still a Great Life”                                 | [ 18 ] |
| Still A Great Night | 28 stycznia 2022     | „I Never Learned To Ride A Bicycle”                  | [ 19 ] |
| Still A Great Night | 25 lipca 2022        | „The Unimportant Things I Love”                      | [ 20 ] |

| Zespół        | Data            | Tytuł                        | Źródło |
| ------------- | --------------- | ---------------------------- | ------ |
| XYZ Affair    | 1 stycznia 2007 | A Few More Published Studies | [ 21 ] |
| Leonard Fiend | 2014            | Holograms                    | [ 22 ] |

| Zespół         | Data             | Tytuł          | Źródło        |
| -------------- | ---------------- | -------------- | ------------- |
| XYZ Affair     | 14 sierpnia 2008 | Trials         | [ 23 ]        |
| XYZ Affair     | maj 2009         | 2 Summer Jams! | [ 24 ]        |
| Leonard Friend | 2013             | Lynyrd Frynd   | [ 5 ]         |
| Leonard Friend | 2013             | LXLF           | [ 25 ] [ 26 ] |